# Rosine Cleyet-Michaud
Pour les articles homonymes, voir Cleyet et Michaud.
Rosine Suzanne Cleyet-Michaud, née le 25 juin 1947 à Neuilly-sur-Seine, est une archiviste et historienne française.

## Biographie

### Études
En 1967, elle entre à l'École des chartes, dont elle sort diplômée en 1971 après avoir soutenu une thèse ayant pour sujet François Cacault, Un diplomate de la Révolution en Italie (1793-1798).

### Archiviste
Rosine Cleyet-Michaud est nommée directrice adjointe des Archives départementales du Loiret, poste qu'elle occupe jusqu'en 1978. De 1978 à 1992, elle est directrice des Archives départementales des Alpes-Maritimes. Elle est nommée ensuite directrice des Archives de la Loire-Atlantique (1992-1995), poste qu'elle quitte pour devenir conservatrice générale chargée du service technique de la Direction des Archives de France (1995-2001). Elle termine sa carrière comme directrice des Archives départementales du Nord (2001-2012).

### Responsabilités et activités associatives
Rosine Cleyet-Michaud est présidente de l'Association des archivistes français de 1985 à 1989. Depuis 2013, elle est secrétaire générale de la Société française d'archéologie.

## Publications
- « L’Association des archivistes français dans les années 1970 : vers l’indépendance », Gazette des archives, vol. 247,‎ 2017, p. 221-225 (lire en ligne, consulté le 18 novembre 2020).
- « Réserver des espaces spécifiques », Gazette des archives, vol. 170,‎ 1999, p. 37-38 (lire en ligne, consulté le 18 novembre 2020).
- « La gestion des archives intermédiaires dans les archives départementales », Gazette des archives, vol. 170,‎ 1995, p. 415-418 (lire en ligne, consulté le 18 novembre 2020).

## Distinctions
- 1997 :  Officière de l'ordre national du Mérite[8]
- 2014 :  Chevalière de la Légion d'honneur[9]